# The Undertones
The Undertones é uma banda de punk rock norte-irlandesa formada na cidade de Derry, em 1976.

## Origens
Formado pelos irmãos John e Damian O’Neill nas guitarras, Michael Bradley no baixo Billy Doherty na bateria e Feargal Sharkey nos vocais.
Os Undertones tocam um punk rock bastante inspirado nos Ramones. Passaram a tocar em qualquer lugar que aparecesse, começaram a ser notados e ganhar nome. Suas canções falavam de temas como: garotas, rebeldia e amor adolescente.
Em 78 sai o primeiro disco, um EP intitulado Teenage Kicks, pelo selo Good Vibrations. As canções eram simples moldadas em um rock com acordes simples, assim como o punk deveria ser.
Com o passar do tempo e assim como o The Clash e o The Jam os Undertones passaram a incluir em suas músicas elementos de música negra, mas diferente do The Clash que tinha no Reggae e no Funk suas influências, eles seguiram o caminho do The Jam que tinha no soul da Motown suas maiores influências pós fase punk.
Certa vez Michael Bradley disse:
| “ | “Você acha que somos burros deliberadamente? Não temos pretensões em fazer arte. Nossa meta é escrever canções simples para toda a garotada se divertir. Nós somos anti-arte. Nosso negócio é divertir. Não queremos ficar experimentando, tentando inovar. É assim que os fãs gostam de nós.” | ” |

Feargal abandonou a banda e tentou uma carreira solo. Os irmãos O’Neill formaram outra banda o That Petrol Emotion. Após ficarem praticamente uma década sumidos, voltaram à ativa com um novo vocalista, Paul McLoone.
A música Teenage Kicks era a preferida do famoso DJ britânico John Peel e foi tocada em seu funeral, em 2004.

## Discografia

### Álbuns de estúdio
- 1979 The Undertones
- 1980 Hypnotised
- 1981 Positive Touch
- 1983 The Sin of Pride
- 2003 Get What You Need
- 2007 Dig Yourself Deep

### Singles
- 1978 Jimmy Jimmy
- 1979 Here Comes the Summer
- 1979 You've Got My Number (Why Don't You Use It?)
- 1980 Wednesday Week
- 1983 Teenage Kicks
- 2008 Get Over You

### EPs
- 1993 Teenage Kicks: The Best of the Undertones
- 1994 The Very Best of The Undertones
- 2008 An Anthology

### Álbuns ao vivo
- 1989 The Peel Sessions
- 2004 Listening In: Radio Sessions 1978-1982
- 1979 The Peel Sessions [21 Jan 1979]